# Killer Elite (film)

Killer Elite er en britisk action thriller film fra 2011 med Jason Statham, Clive Owen og Robert De Niro. Filmen er baseret på romanen The Feather Men fra 1991 af Sir Ranulph Fiennes og er instrueret af Gary McKendry.
Den omhandler lejemorderen Bryce (Statham) der skal udføre en række meget vanskelige mord for at få sin gamle kammerat Hunter (De Niro) sat fri.
Den indspillede for $56,4 mio. mod et budget på $70 mio.

## Medvirkende
- Jason Statham som Danny Bryce
- Clive Owen som Spike Logan
- Yvonne Strahovski som Anne Frazier
- Robert De Niro som Hunter
- Lachy Hulme som Steven Harris
- Dominic Purcell som Davies
- Aden Young som Meier
- Adewale Akinnuoye-Agbaje som The Agent
- Ben Mendelsohn som Martin
- Grant Bowler som Warwick Cregg
- Matt Nable som Pennock
- Michael Dorman som Jake
- Daniel Roberts som Simon McCann
- Firass Dirani som Bakhait
- Nick Tate som Commander B

## Eksterne Henvisninger
- Killer elite på Internet Movie Database (engelsk)
- Killer elite på Filmdatabasen
- Killer elite på Scope
- Killer elite i Svensk Filmdatabas (svensk)
- Killer elite på AlloCiné (fransk)
- Killer elite på MovieMeter (nederlandsk)
- Killer elite på AllMovie (engelsk)
- Killer elite på The Movie Database (engelsk)
- Killer elite på Rotten Tomatoes (engelsk)
- Killer elite på Metacritic (engelsk)